# Saint-Genès-de-Fronsac
Saint-Genès-de-Fronsac ist eine französische Gemeinde mit 970 Einwohnern (Stand: 1. Januar 2022) im Département Gironde in der Region Nouvelle-Aquitaine. Sie gehört zum Arrondissement Libourne und zum Kanton Le Nord-Gironde.

## Lage
Saint-Genès-de-Fronsac liegt etwa 27 Kilometer nordöstlich von Bordeaux und etwa 15 Kilometer nordnordwestlich von Libourne. Umgeben wird Saint-Genès-de-Fronsac von den Nachbargemeinden Marcenais im Norden, Périssac im Osten, Vérac im Süden und Südosten, Mouillac im Süden sowie Salignac im Westen.

## Bevölkerungsentwicklung
| Jahr                       | 1962 | 1968 | 1975 | 1982 | 1990 | 1999 | 2010 | 2017 |
| Einwohner                  | 261  | 269  | 267  | 371  | 550  | 576  | 717  | 889  |
| Quellen: Cassini und INSEE |      |      |      |      |      |      |      |      |

## Sehenswürdigkeiten
- Kirche St-Genès (Monument historique) mit Weihwasserbecken aus dem 18. Jahrhundert (Monument historique)

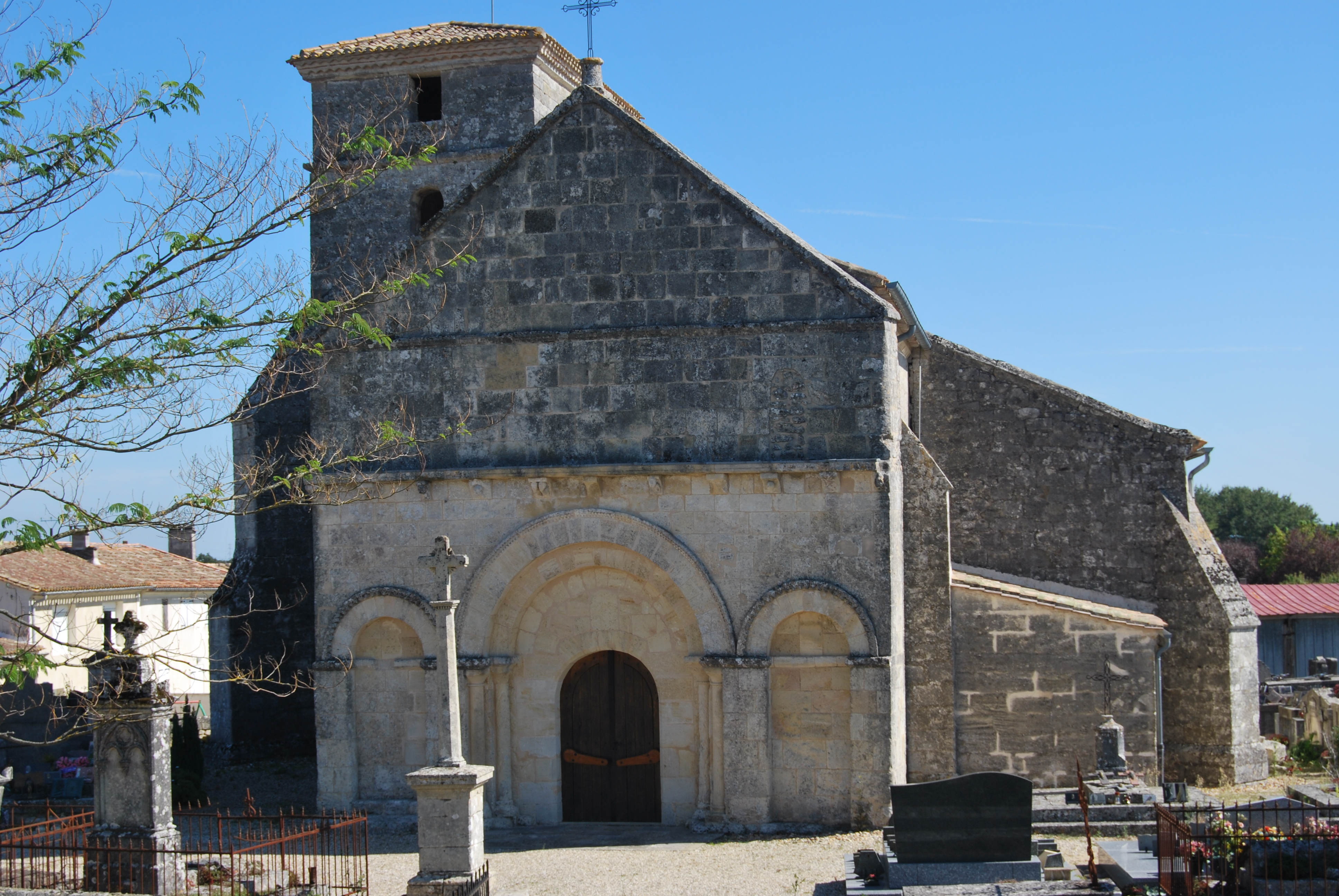
Kirche Saint-Genès